# Hungarystyka
Hungarystyka lub hungarologia – dyscyplina zajmująca się badaniem języka, literatury, a także historii i kultury narodu węgierskiego. Częścią hungarystyki jest filologia węgierska.
W różnych językach występują nazwy „hungarologia” (węg. hungarológia) i „hungarystyka” (analogia do terminów takich jak „polonistyka” i „bohemistyka”). Np. cz. hungarologie lub hungaristika; słow. hungaristika; pol. hungarystyka, czasami hungarologia.